# Sumedang (Regierungsbezirk)
Sumedang ist ein indonesischer Regierungsbezirk (Kabupaten) in der Provinz Jawa Barat, im Westen der Insel Java. Ende 2021 leben hier etwa 1,16 Millionen Menschen. Hauptstadt und Regierungssitz des Verwaltungsbezirks ist die Stadt Sumedang, die sich auf mehrere Distrikte verteilt.

## Geographie
Der Regierungsbezirk Sumedang erstreckt sich zwischen 107°21′ und 108°21′ ö. L. sowie zwischen 6°44′ und 7°08′ s. Br. Er grenzt an folgende Kabupaten: im Norden an Indramayu, im Osten an Majalengka, im Süden an Garut, im Südwesten an Bandung und im Westen an Subang.

## Verwaltungsgliederung

Die Grenzen der 26 Kecamatan

Administrativ unterteilt sich Sumedang in 26 Distrikte (Kecamatan), die sich in 277 Dörfer gliedern,  davon sind 7 Kelurahan, also städtischem Typs.
| Code 1   | Kecamatan Distrikt | Ibu Kota Verwaltungssitz | Fläche (km²) | Einwohner Census 2010 2 | Volkszählung 2020 | Volkszählung 2020 | Volkszählung 2020 | Anzahl der | Anzahl der |
| Code 1   | Kecamatan Distrikt | Ibu Kota Verwaltungssitz | Fläche (km²) | Einwohner Census 2010 2 | Einwohner 3       | 0Dichte 40        | Sex Ratio 5       | Desa 6     | Kel. 7     |
| -------- | ------------------ | ------------------------ | ------------ | ----------------------- | ----------------- | ----------------- | ----------------- | ---------- | ---------- |
| 32.11.01 | Wado               | Wado                     | 84,27        | 42.959                  | 43.584            | 517,2             | 103,6             | 10         | –          |
| 32.11.02 | Jatinunggal        | Sirnasari                | 72,12        | 41.198                  | 44.811            | 621,3             | 101,3             | 9          | –          |
| 32.11.03 | Darmaraja          | Darmaraja                | 49,38        | 37.028                  | 35.860            | 726,2             | 101,2             | 12         | –          |
| 32.11.04 | Cibugel            | Cibugel                  | 59,52        | 20.787                  | 23.735            | 398,8             | 103,9             | 7          | –          |
| 32.11.05 | Cisitu             | Situmekar                | 65,03        | 26.185                  | 29.715            | 456,9             | 101,5             | 10         | –          |
| 32.11.06 | Situraja           | Situraja                 | 43,23        | 35.910                  | 41.194            | 952,9             | 101,2             | 14         | –          |
| 32.11.07 | Conggeang          | Conggeangwetan           | 106,98       | 28.855                  | 28.233            | 263,9             | 98,2              | 12         | –          |
| 32.11.08 | Paseh              | Paseh Kidul              | 31,62        | 35.848                  | 37.423            | 1.183,5           | 100,5             | 10         | –          |
| 32.11.09 | Surian             | Surian                   | 70,88        | 10.849                  | 11.402            | 160,9             | 101,8             | 9          | –          |
| 32.11.10 | Buahdua            | Buahdua                  | 107,68       | 31.921                  | 31.883            | 296,1             | 97,2              | 14         | –          |
| 32.11.11 | Tanjungsari        | Tanjungsari              | 44,86        | 76.275                  | 85.615            | 1.908,5           | 102,6             | 12         | –          |
| 32.11.12 | Sukasari           | Sukasari                 | 41,82        | 31.105                  | 32.495            | 777,0             | 104,0             | 7          | –          |
| 32.11.13 | Pamulihan          | Ciptasari                | 50,70        | 54.306                  | 61.962            | 1.222,1           | 102,2             | 11         | –          |
| 32.11.14 | Cimanggung         | Sindangpakuon            | 55,55        | 80.372                  | 87.516            | 1.575,5           | 104,2             | 11         | –          |
| 32.11.15 | Jatinangor         | Hegarmanah               | 31,60        | 107.695                 | 98.034            | 3.102,3           | 105,8             | 12         | –          |
| 32.11.16 | Rancakalong        | Nagarawangi              | 55,07        | 37.492                  | 39.740            | 721,6             | 101,0             | 10         | –          |
| 32.11.17 | Sumedang Selatan   | Pasanggrahan Baru        | 92,51        | 73.881                  | 78.437            | 847,9             | 102,1             | 10         | 4          |
| 32.11.18 | Sumedang Utara     | Talun                    | 30,40        | 88.161                  | 97.997            | 3.223,6           | 102,2             | 10         | 3          |
| 32.11.19 | Ganeas             | Cikoneng                 | 22,90        | 23.398                  | 25.267            | 1.103,4           | 103,2             | 8          | –          |
| 32.11.20 | Tanjungkerta       | Sukamantri               | 43,72        | 33.436                  | 33.822            | 773,6             | 102,6             | 12         | –          |
| 32.11.21 | Tanjungmedar       | Kertamukti               | 60,67        | 24.152                  | 25.789            | 425,1             | 99,6              | 9          | –          |
| 32.11.22 | Cimalaka           | Cimalaka                 | 43,29        | 56.465                  | 61.898            | 1.429,9           | 102,5             | 14         | –          |
| 32.11.23 | Cisarua            | Cisarua                  | 17,71        | 19.028                  | 20.228            | 1.142,2           | 100,5             | 7          | –          |
| 32.11.24 | Tomo               | Tomo                     | 84,74        | 23.562                  | 22.982            | 271,2             | 97,8              | 10         | –          |
| 32.11.25 | Ujungjaya          | Ujungjaya                | 86,23        | 29.033                  | 30.987            | 359,4             | 98,3              | 9          | –          |
| 32.11.26 | Jatigede           | Cijeungjing              | 106,24       | 23.701                  | 21.898            | 206,1             | 97,5              | 11         | –          |
| 32.11    | Kab. Sumedang      |                          | 1.558,72     | 1.093.602               | 1.152.507         | 739,4             | 102,0             | 277        | 7          |

## Demographie
Zur Volkszählung im September 2020 (Sensus Penduduk − SP2020) lebten in Sumedang 1.152.507 Menschen, davon 581.991 Frauen und 570.516 Männer.

### Bevölkerungsentwicklung der letzten drei Semester (Halbjahre)
| Datum      | Fläche (km²) | Einwohner  | Einwohner    | Einwohner    | Bevölke- rungsdichte (Einw. je km²) | Sex Ratio (Männer pro 100 Frauen) |
| Datum      | Fläche (km²) | 00gesamt00 | 00männlich00 | 00weiblich00 | Bevölke- rungsdichte (Einw. je km²) | Sex Ratio (Männer pro 100 Frauen) |
| ---------- | ------------ | ---------- | ------------ | ------------ | ----------------------------------- | --------------------------------- |
| 31.12.2020 | 1.518,00     | 1.158.444  | 584.135      | 574.309      | 763,1                               | 101,7                             |
| 30.06.2021 | 1.518,33     | 1.164.116  | 581.617      | 570.598      | 766,7                               | 101,9                             |
| 31.12.2021 | 1.566,20     | 1.165.047  | 587.432      | 577.615      | 743,9                               | 101,7                             |

Ende 2021 bekannten sich 99,53 Prozent der Gesamtbevölkerung zum Islam – 0,44 % waren Christen (4.521 ev.-luth. / 620 röm.-kath.) sowie 0,02 % Buddhisten.